# Salim Keddar
Salim Keddar (* 23. November 1993 in Ain Defla) ist ein algerischer Leichtathlet, der sich auf den 1500-Meter-Lauf spezialisiert hat.

## Sportliche Laufbahn
Salim Keddar nahm im Jahr 2012, damals noch als Hindernisläufer, zum ersten Mal an den Algerischen Meisterschaften der Erwachsenen teil und belegte über 3000 Meter den sechsten Platz. Zwei Jahre später gewann er in derselben Disziplin die Silbermedaille bei den nationalen Meisterschaften. 2015 stieg er auf die 1500-Meter-Distanz um. Anfang August wurde er Algerischer Meister über diese Distanz. Eine Woche später stellte er mit 3:35,92 min seine persönliche Bestzeit auf und war damit für die Weltmeisterschaften in Peking qualifiziert. Bei den Weltmeisterschaften Ende August trat er im zweiten Vorlauf an, verpasste als Zwölfter des Laufes allerdings den Einzug in das Halbfinale. Gut zwei Wochen später trat er, ebenfalls über 1500 Meter, bei den Afrikaspielen in Brazzaville an und konnte im Finale die Bronzemedaille gewinnen. 2016 qualifizierte sich Keddar für die Olympischen Sommerspiele in Rio de Janeiro. Er trat im dritten der insgesamt drei Vorläufe an und verpasste als Elfter seines Laufes den Einzug in das Halbfinale nur äußerst knapp. In den folgenden Jahren konnte sich Keddar nicht mehr für internationale Meisterschaften qualifizieren und trat hauptsächlich bei Wettkämpfen in Frankreich an, nachdem er die Heimat verließ und fortan im französischen Angers trainierte.
2021 belegte er den vierten Platz über 1500 Meter bei den Arabischen Leichtathletikmeisterschaften in Tunesien. Zu Beginn der Hallensaison 2022 konnte er über 1500 und 3000 Meter neue Bestleistungen aufstellen. Im Sommer trat er in seiner algerischen Heimat zum ersten Mal bei den Mittelmeerspielen an und belegte im Finale der 1500 Meter den siebten Platz. 2023 stellte Keddar im Juni in 3:33,68 eine neue 1500-Meter-Bestzeit auf. Damit ist er für die Weltmeisterschaften in Budapest qualifiziert. 2023 trat er in Budapest zum ersten Mal bei den Leichtathletik-Weltmeisterschaften an. In seinem Vorlauf belegte er den achten Platz und verpasste damit das Halbfinale.

## Wichtige Wettbewerbe
| Jahr                 | Veranstaltung           | Ort                  | Platz                | Disziplin            | Zeit                 |
| Startet für Algerien | Startet für Algerien    | Startet für Algerien | Startet für Algerien | Startet für Algerien | Startet für Algerien |
| -------------------- | ----------------------- | -------------------- | -------------------- | -------------------- | -------------------- |
| 2015                 | Weltmeisterschaften     | Peking               | 34.                  | 1500 m               | 3:44,81 min          |
| 2015                 | Afrikaspiele            | Brazzaville          | 3.                   | 1500 m               | 3:46,31 min          |
| 2016                 | Olympische Sommerspiele | Rio de Janeiro       | 20.                  | 1500 m               | 3:40,63 min          |
| 2022                 | Mittelmeerspiele        | Oran                 | 7.                   | 1500 m               | 3:44,18 min          |
| 2023                 | Weltmeisterschaften     | Budapest             | 29.                  | 1500 m               | 3:35,17 min          |

## Persönliche Bestleistungen
Freiluft
- 800 m: 1:47,82 min, 25. Juni 2019, Montgeron
- 1500 m: 3:33,68 min, 18. Juni 2023, Tomblaine
- 3000 m: 8:18,97 min, 14. März 2015, Biskra
- 5000 m: 13:18,54 min, 10. Juni 2023, Montesson

Halle
- 1500 m: 3:38,56 min, 4. Februar 2023, Val-de-Reuil
- 3000 m: 7:45,94 min, 15. Februar 2023, Liévin